# 初鹿野氏
初鹿野氏（はじかのし）は、日本の武田氏庶流の氏族。武田信時の三男・武田時平を祖とする。甲斐国都留郡初鹿野郷を領した。藤原氏流の初鹿野氏もあった。

## 清和源氏流初鹿野氏
武田信時の三男・武田時平が甲斐国都留郡初鹿野郷を領して初鹿野を名乗った。

### 戦国時代の初鹿野氏
初鹿野氏は武田家に代々仕え、武田信虎時代には、譜代家老衆であった。

### 武田氏滅亡時の初鹿野氏
天正10年（1582年）、織田信長の甲州征伐により主家の武田家が滅亡。
その後、天正壬午の乱で徳川家康に仕えた。

### 江戸時代
徳川家に旗本として仕え、江戸時代を通じて存続している。知行地はさいたま市北区土呂町付近。
初鹿野信興が江戸北町奉行を務めた。

## 藤原氏流初鹿野氏
藤原氏流利仁流加藤氏族初鹿野氏
中臣鎌足が天智天皇より賜ったことに始まる藤原氏利仁流加藤氏族の初鹿野氏があった。